# خالد بن طليق الخزاعي
خالد بن طليق بن محمد بن عمران بن حصين الخزاعي، (توفي عام 169 هـ-785)، قاضي ونسابة وأخباري ونحوي وأديب وراوي من رواة الحديث النبوي. من ذرية الصحابي عمران بن حصين. ولاه الخليفة المهدي العباسي على قضاء البصرة.

## نسبه
هو خالد بن طليق بن محمد بن عمران بن حصين بن عبيد بن خلف بن عبد نهم بن سالم بن غاضرة بن سلول بن حبشية بن سلول بن كعب بن عمرو بن ربيعة، وينتهي نسبه إلى قبيلة خزاعة.

## سيرته وكتبه
كان اخباري وراوية ونسّابة، ولاه الخليفة المهدي على قضاء البصرة بعد القاضي العنبري، فكرهه أهل البصرة واستعفوا منه. اعتبره ياقوت الحموي أديباً وعده معهم. وكان ممن يروي الأحاديث النبوية فرواه عن الحسن البصري ووالده طليق، وروى عنه ابنه عمران بن خالد وسهل بن هاشم. ووثق روايته للحديث ابن حبان، وقال زكريا الساجي عن روايته للحديث: «صدوق يهم والذي أتي منه روايته غير الثقات»، واعتبره الدارقطني أنه ليس قوياً بالرواية. توفي خالد عام 169 هـ-785.
وله من الكتب أربعة، هم:
- كتاب المآثر
- كتاب المتزوجات
- كتاب المنافرات
- كتاب البرهان